# Tachytrechus fuscicornis
Tachytrechus fuscicornis är en tvåvingeart som först beskrevs av Aldrich 1902.  Tachytrechus fuscicornis ingår i släktet Tachytrechus och familjen styltflugor. Inga underarter finns listade i Catalogue of Life.